# Nova Colinas
Nova Colinas est une municipalité située dans l'État du Maranhão, au Brésil.

## Géologie
Une structure circulaire d'environ 7 km de diamètre, centrée à 07° 09′ 33″ S, 46° 06′ 30″ W, a été identifiée en juillet 2022 comme un cratère d'impact modérément érodé, vieux d'au plus 200–250 Ma.